# Łąkietka
Łąkietka – wieś w Polsce położona w województwie śląskim, w powiecie zawierciańskim, w gminie Szczekociny.
W dobie Sejmu Wielkiego Łąkietka należała do powiatu lelowskiego.
W latach 1975–1998 miejscowość administracyjnie należała do województwa częstochowskiego.

## Nazwa
Nazwa miejscowości notowana była w formach Łątka (1789), Łąkietki (1790), Łąkietka (1827). Jest to nazwa topograficzna wywodząca się od słowa łąkta oznaczającego tyle co ‘łąka’ lub ‘zakręt, wygięcie terenu’.